# 吳昌齡 (嘉靖進士)
吴昌龄（1482年—？年），字德遠，南直隶庐州府六安州人，軍籍。

## 生平
治《書經》，由國子生中式正德八年（1513年）癸酉科應天府鄉試第二十一名舉人，年四十二歲中式嘉靖二年（1523年）癸未科會試第三十五名，第二甲第十二名進士。

## 家族
曾祖吴鑑。祖父吴瑄，知县。父吴嵩。母曹氏；继母戴氏。具庆下。弟昌國。